# Asymbolus occiduus
Asymbolus occiduus es una especie de peces de la familia Scyliorhinidae en el orden de los Carcharhiniformes.

## Morfología
• Los machos pueden llegar alcanzar los 60,1 cm de longitud total.

## Reproducción
Es ovíparo.

## Hábitat
Es un pez de mar y de clima templado que vive entre 98-400 m de profundidad.

## Distribución geográfica
Se encuentra al suroeste de Australia.